# Sewerny (Kaliningrad, Gussew)
Sewerny (russisch Северный, deutsch Klein Kannapinnen, 1938 bis 1945 Kleinblecken, litauisch Mažieji Kanapynai) ist ein Ort in der russischen Oblast Kaliningrad. Er gehört zur kommunalen Selbstverwaltungseinheit Stadtkreis Gussew im Rajon Gussew.

## Geographische Lage
Sewerny liegt fünf Kilometer nördlich der Stadt Gussew (Gumbinnen) an der Regionalstraße 27A-033(ex A198) im Einmündungsbereich einer von Judino (Blecken) kommenden Nebenstraße. Die nächste Bahnstation ist Gussew an der Bahnstrecke Kaliningrad–Tschernyschewskoje der einstigen Preußischen Ostbahn zur Weiterfahrt nach Moskau.

## Geschichte
Das einst Klein Cannapinnen genannte spätere Gutsdorf erfuhr seine erste Erwähnung im Jahre 1596. Im Jahre 1874 kam der Ort zum neu errichteten Amtsbezirk Springen  (heute russisch: Tamanskoje), der zum Kreis Gumbinnen im Regierungsbezirk Gumbinnen der preußischen Provinz Ostpreußen gehörte.
Im Jahre 1910 waren im Gutsbezirk Klein Kannapinnen 63 Einwohner registriert. Am 30. September 1928 gab das Dorf seine Eigenständigkeit auf und wurde in die Landgemeinde Blecken (heute russisch: Judino) eingemeindet. Am 3. Juni – amtlich bestätigt am 16. Juli – des Jahres 1938 erhielt Klein Kannapinnen die Umbenennung in „Kleinblecken“ und wurde 1945 mit dem nördlichen Ostpreußen der Sowjetunion zugeordnet.
Im Jahr 1950 erhielt das damalige Kleinblecken (als Klein Kannapinnen) die russische Bezeichnung Sewernoje und wurde gleichzeitig dem Dorfsowjet Krasnogorski selski Sowet im Rajon Gussew zugeordnet. Der russische Ortsname, zu deutsch nördlich, bezog sich offensichtlich auf die Ortslage in Bezug auf die Stadt Gussew. Im Jahr 1997 wurde die Schreibweise des Ortsnamens in Sewerny geändert. Von 2008 bis 2013 gehörte Sewerny zur Landgemeinde Kubanowskoje selskoje posselenije und seither zum Stadtkreis Gussew.

## Kirche
Mit überwiegender Mehrheit gehörte bis 1945 die Bevölkerung Klein Kannapinnens resp. Kleinbleckens zur evangelischen Kirche und war in das Kirchspiel der Pfarrei Niebudszen (der Ort hieß zwischen 1936 und 1938 Niebudschen, von 1938 bis 1946 Herzogskirch, heute russisch: Krasnogorskoje) eingegliedert. Sie war Teil des Kirchenkreises Gussew in der Kirchenprovinz Ostpreußen der Kirche der Altpreußischen Union. Heute liegt Sewerny im Einzugsbereich der in den 1990er Jahren neu entstandenen evangelisch-lutherischen Gemeinde an der Salzburger Kirche in Gussew (Gumbinnen). Sie ist Pfarrsitz und gehört zur Propstei Kaliningrad der Evangelisch-lutherischen Kirche Europäisches Russland.